# Dampfbierbrauerei Essen-Borbeck

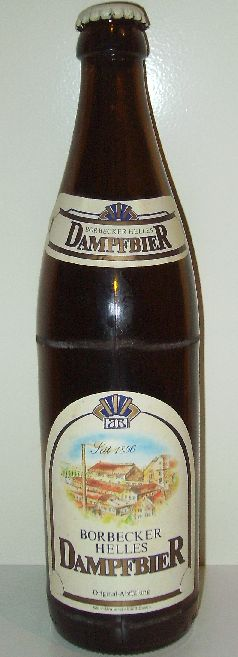
Borbecker Helles Dampfbier

Die Dampfbierbrauerei Essen-Borbeck, kurz Dampfe genannt, ist eine Brauerei für Dampfbier im Essener Stadtteil Borbeck mit Gaststätte und Biergarten.

## Geschichte
Gegründet zum Jahreswechsel 1895/1896 als Schloßbrauerei Marx & Co. wurde, nach Errichtung des alten Sudhauses, des Lagerkellers und des Malzturms, bald die erste Dampfmaschine aufgestellt. Im Jahr 1903 wurde die Brauerei umbenannt in Borbecker Brauereigesellschaft mit beschränkter Haftung, Borbeck (Rheinland). Zwei Jahre später wurden ein neues Sudhaus und neue Kellergebäude gebaut sowie eine leistungsfähigere Dampfmaschine beschafft. Im Jahr 1908 produzierte die Dampf-Bierbrauerei als Rheinisch-Westfälische Brauerei-Aktiengesellschaft Essen, bevor im Jahr 1928 die Essener Bürger-Bräu Aktiengesellschaft mit der Kronen-Brauerei AG Essen-Borbeck fusionierte.
Viele Jahre später, ab 1982, begann eine behutsame Renovierung der Anlage nach alten Plänen. Die alten Sudwerke wurden instand gesetzt und eine moderne Gastronomie in die alten Lagerkeller integriert. Auch der Biergarten mit Bierhalle kam hinzu und wurde 1984 eröffnet.
Seitdem wurde die Anlage um die Braustube der Stern-Brauerei erweitert und Festsaal, Biergarten, Terrassenkomplex, Fassabfüllung und Bürgerstube wurden modernisiert. Im Jahr 2009 feierte die Dampfbierbrauerei ihr 25-jähriges Jubiläum.

## Biersorten
Die Brauerei vertreibt ihr klassisches untergäriges helles Dampfbier mit einem Alkoholgehalt von 4,8 %, das naturtrübe Borbecker Zwickelbier mit 5,0 % sowie mit 5,1 % das dunkle Salonbier. Saisonabhängig gibt es nach Karneval das dunkelmalzige Borbecker Fastenbier, etwas später im Jahr den Borbecker Maibock, im Herbst das Borbecker Erntedankbier und schließlich den dunklen Winterbock mit 7 % Alkohol. Ein naturtrübes Borbecker Radler ergänzt das Angebot.

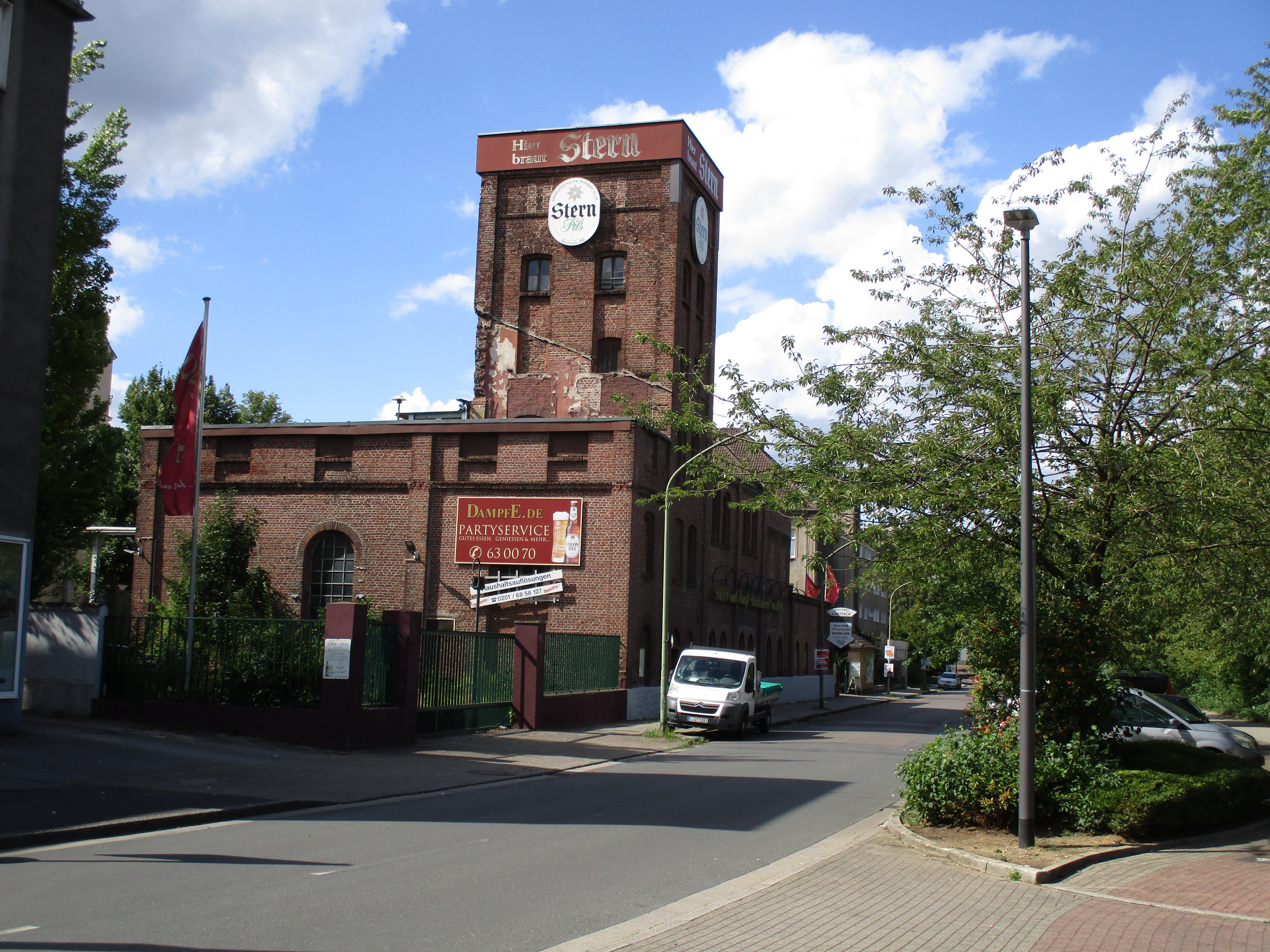
Eingangsbereich
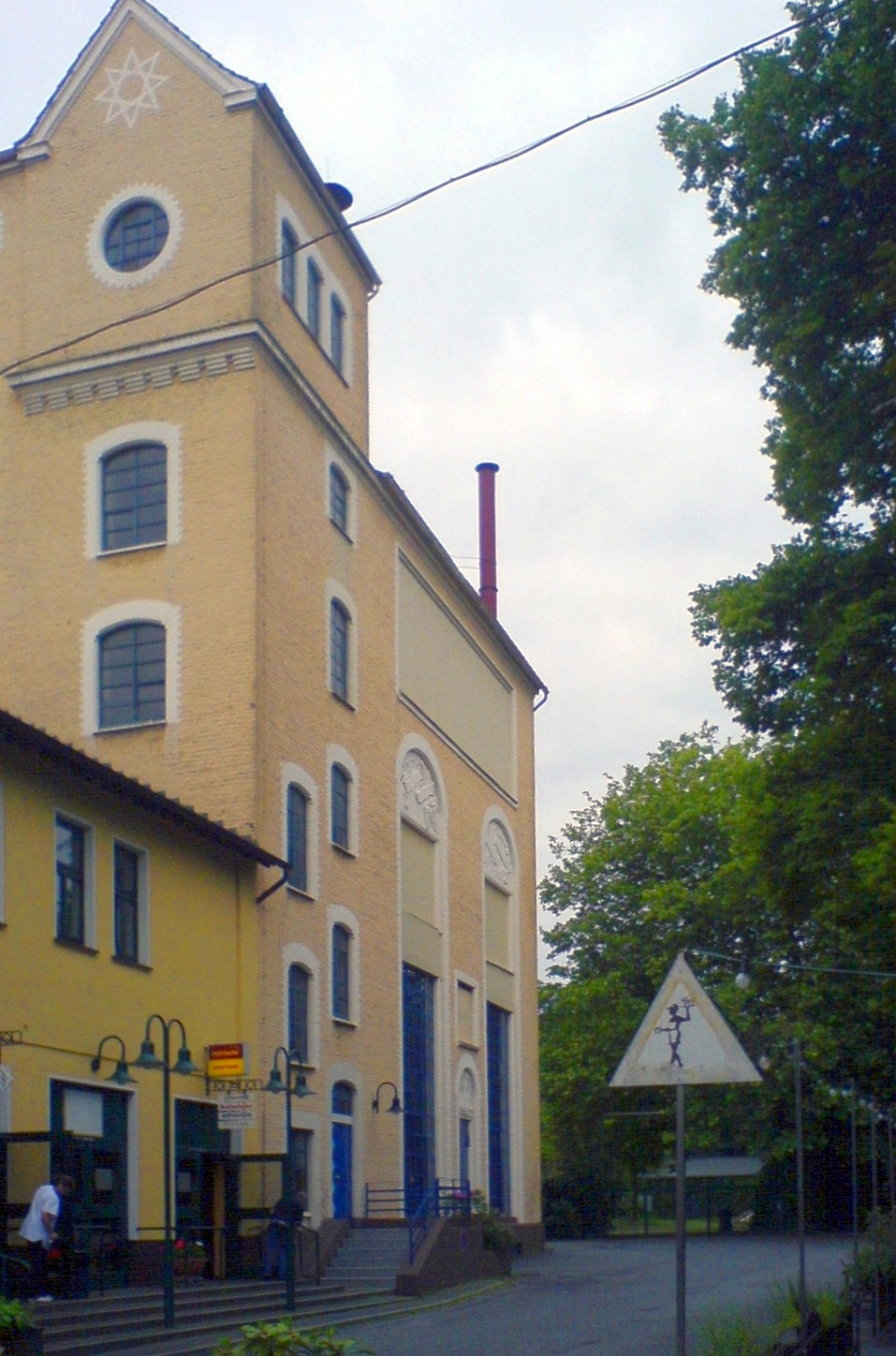
Stern-Garten